# Haus Waldeck

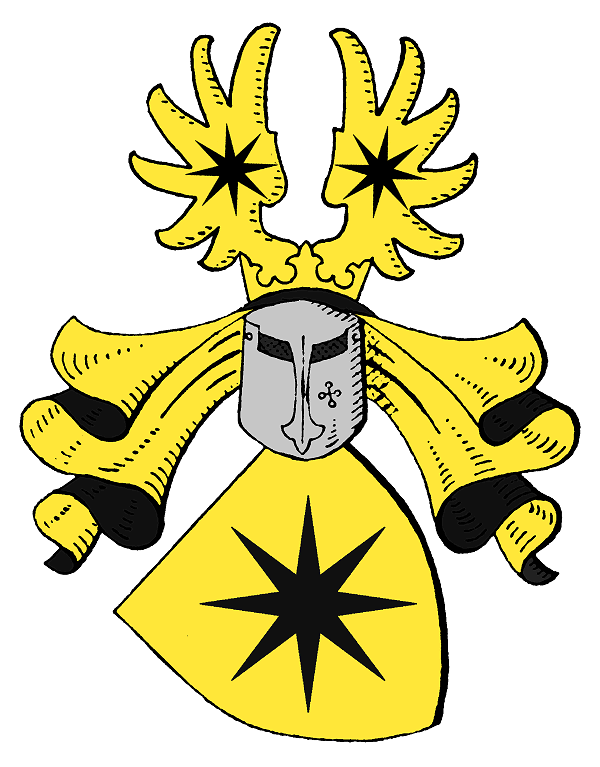
Stammwappen der Grafen von Waldeck

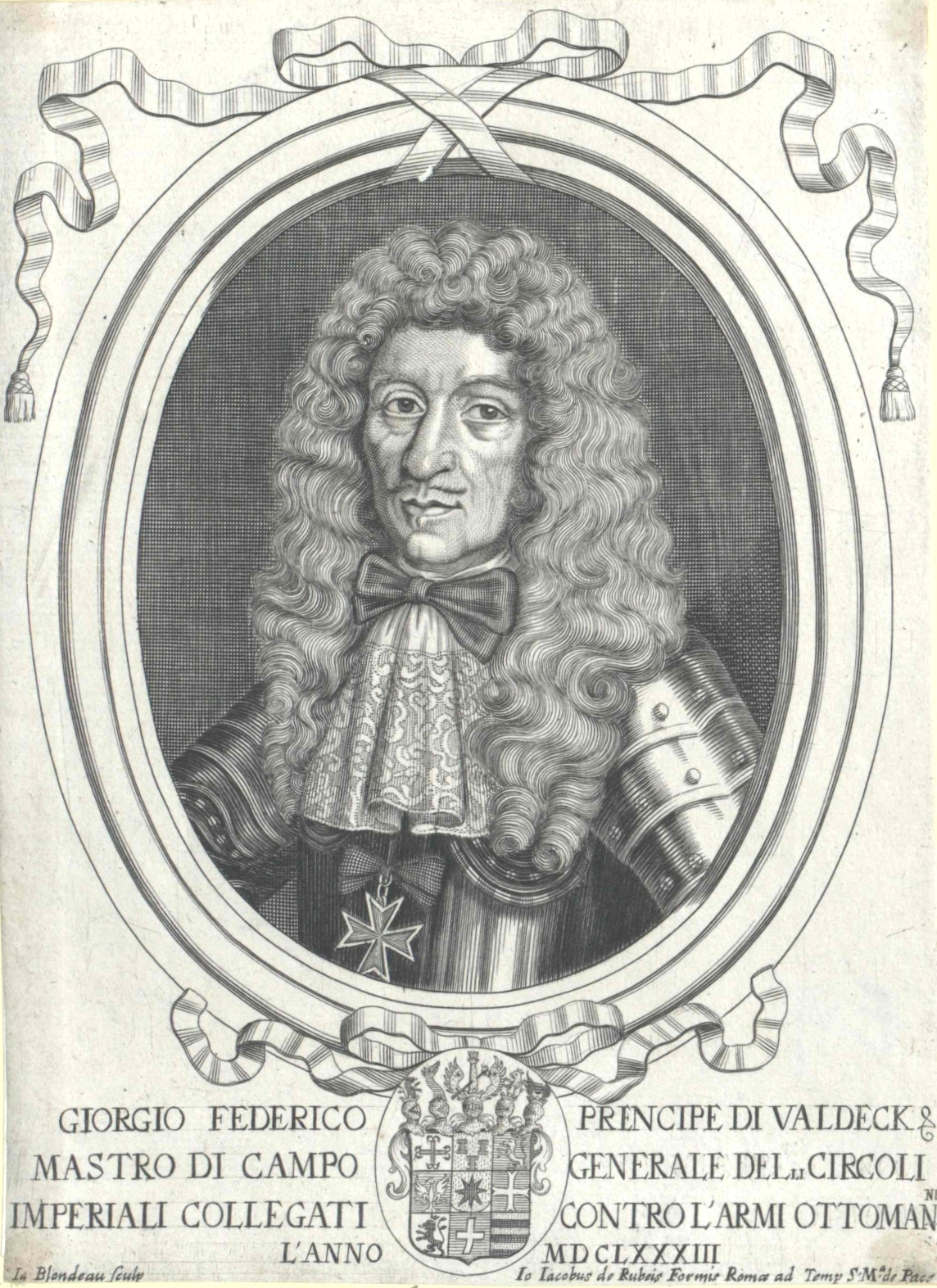
Der Generalfeldmarschall Georg Friedrich wurde 1682 als erster Waldecker in den Reichsfürstenstand erhoben.

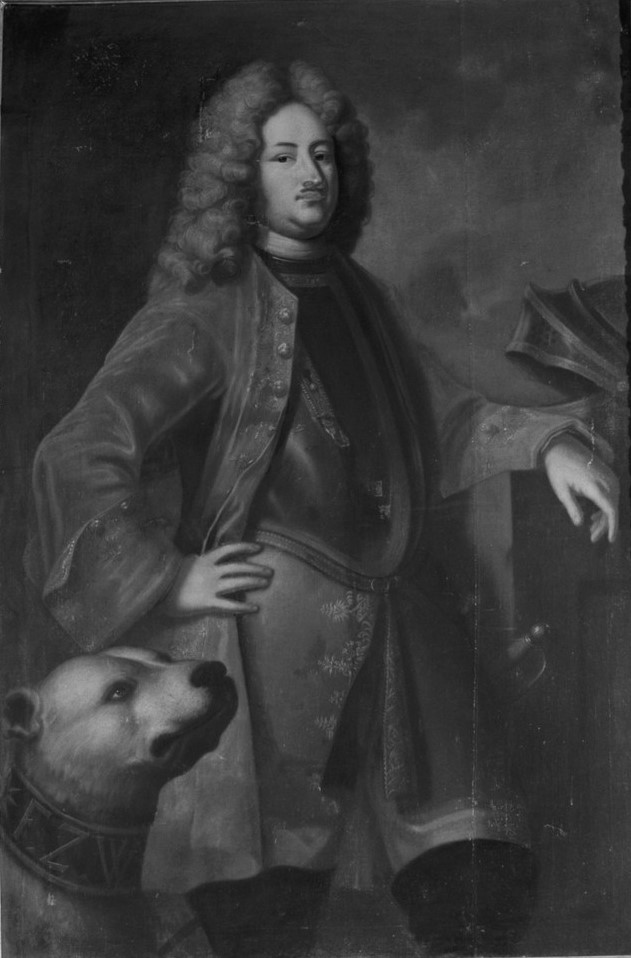
Friedrich Anton Ulrich erhielt 1712 den erblichen Fürstentitel.

Emma zu Waldeck und Pyrmont, Königin und Regent der Niederlande sowie Großherzogin von Luxemburg

Friedrich, letzter regierender Fürst von Waldeck-Pyrmont

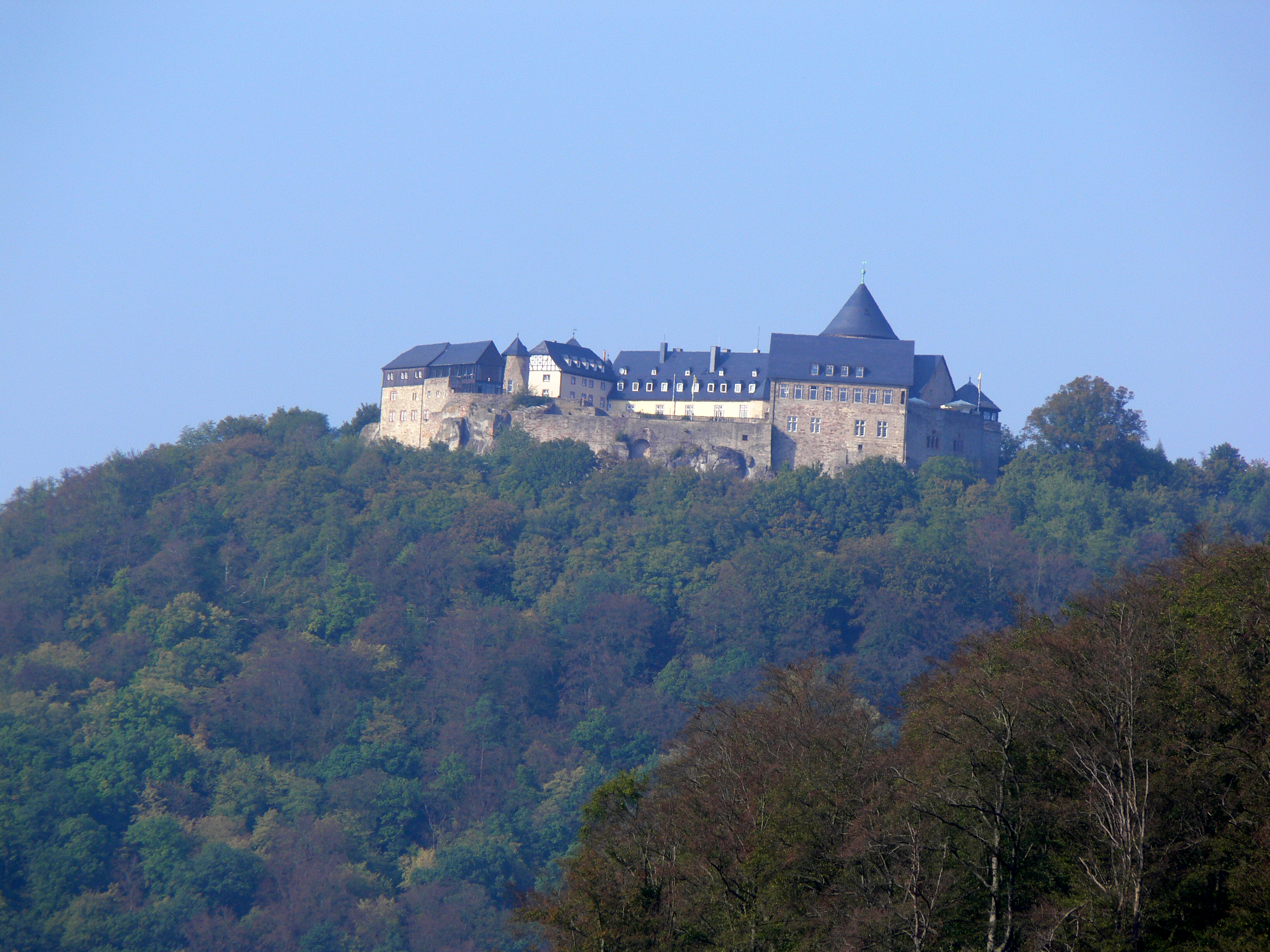
Schloss Waldeck

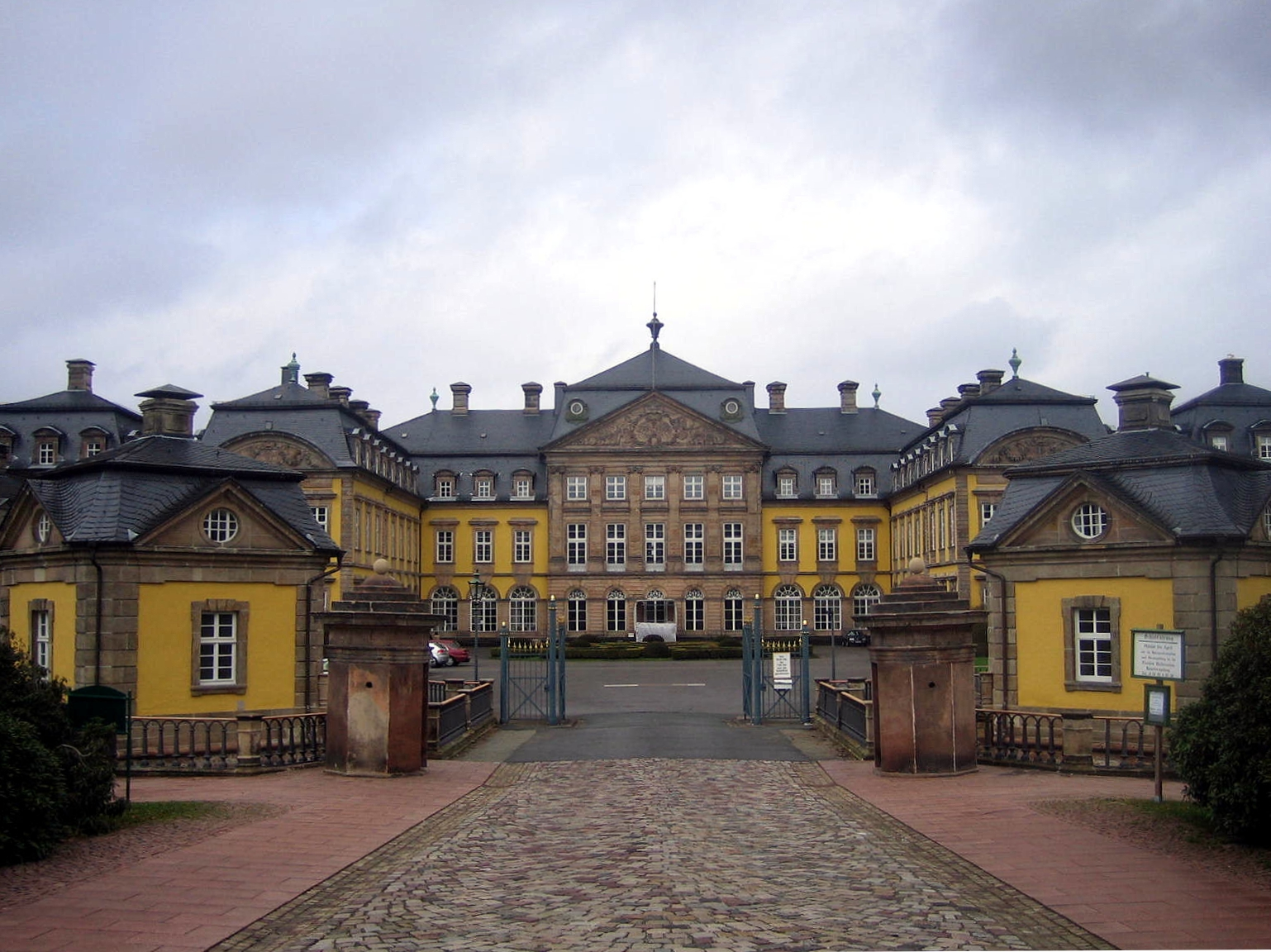
Residenzschloss Arolsen

Das Haus Waldeck ist ein deutsches Hochadelsgeschlecht. Ihm entsprangen die Grafen von Waldeck, denen ab dem frühen 17. Jahrhundert außerdem die Grafschaft Pyrmont unterstand. Sie gehörten seit 1712 dem erblichen Fürstenstand an und regierten bis zur Abdankung 1918 ihr seit 1848 staatsrechtlich vereintes Land Waldeck-Pyrmont, das heute im Norden Hessens (im Landkreis Waldeck-Frankenberg) und Süden Niedersachsens (Landkreis Hameln-Pyrmont) liegt.

## Herkunft
Das Haus Waldeck ist die einzige noch blühende Linie der mittelalterlichen Grafen von Schwalenberg mit ihrem Ahnherrn Widekind I. († 1136/37), die umfangreichen Territorialbesitz in der heutigen Region Ostwestfalen-Lippe und angrenzenden niedersächsischen Gebieten hatten. Widekinds Sohn Volkwin II. (1125–1177/78) heiratete in der Mitte des 12. Jahrhunderts Luitgard, die Tochter und Erbin des Grafen Poppo I. von Reichenbach († 1156). So gelangten die Schwalenberger in den Besitz der im heutigen Nordhessen gelegenen Burg Waldeck und umliegender Ländereien, die zur Grundlage des bis ins 20. Jahrhundert bestehenden waldeckischen Herrschaftsgebiets wurden.
Volkwins II. Nachfahren, zunächst seine Söhne, bezeichneten sich ab 1180 nach dieser Burg als Grafen von Waldeck. Volkwins jüngster Sohn Heinrich I. (vor 1178–vor 1214) war Graf von Waldeck und Schwalenberg und vererbte diese Titel an seinen zweiten Sohn Volkwin IV. (um 1190–vor 1255). Dieser wurde durch seinen Sohn Heinrich I. von Schwalenberg († 1279) zum Begründer der Anfang des 15. Jahrhunderts erloschenen schwalenbergischen Linie der Grafen von Sternberg. Zuvor hatte Volkwin IV. 1228 seine Rechte als Graf von Waldeck an seinen jüngeren Bruder Adolf I. († 1270) abgetreten, der infolge dieser Teilung die eigentliche Linie der Grafen von Waldeck begründete.
Seit dem Tod des Grafen Moritz von Pyrmont (um 1418–1494), des letzten direkten männlichen Nachfahren von Volkwins II. Bruder Wittekind II. von Schwalenberg, sind die Waldecker die einzige verbliebene Linie der einstigen Schwalenberger.

## Linien
Nach dem Tod des Grafen Heinrich VI. (um 1340–1397), eines Nachfahren Adolfs I. in fünfter Generation, spaltete sich diese ältere Waldecker Linie in zwei Linien auf: die ältere Landauer Linie mit Adolf III. (1362–1431), die im Schloss Landau saß und mit dem Tod Ottos IV. (um 1440–1495) erlosch, und die neuere Waldecker Linie mit Heinrich VII. († nach 1442), die einander zeitweise sogar befehdeten.
Die neuere Waldecker Linie teilte sich 1486 in die ältere Linie Waldeck-Wildungen und die ältere Linie Waldeck-Eisenberg, die 1495 zudem den Besitz der älteren Landauer Linie erbten. Heinrich VIII. (1465–1513) bekam dabei Waldeck-Wildungen, sein Onkel Philipp II. (1453–1524) erhielt dagegen Waldeck-Eisenberg. Bereits mit dem Tod von Philipp III. (1486–1539) spalteten sich die Eisenberger in eine mittlere Linie Waldeck-Eisenberg, begründet von dessen älterem Sohn Wolrad II. (1509–1578), und eine neuere Landauer Linie auf. Letztere wurde durch Wolrads Halbbruder Johann I. (1521/22–1567) gestiftet und ging schon nach wenigen Jahrzehnten mit dem Tod von dessen jüngerem Sohn Franz III. (1553–1597) wieder ein. Das Erbe fiel an die mittlere Linie Waldeck-Eisenberg und die ältere Linie Waldeck-Wildungen.
Letztere starb jedoch bereits im Folgejahr mit dem frühen Tod Wilhelm Ernsts (1584–1598), eines Nachfahren Heinrichs VIII. in vierter Generation, ebenfalls aus. Die Wildunger Besitzungen fielen daraufhin auch an die mittlere Linie Waldeck-Eisenberg, die sich prompt wieder in zwei Linien teilte. Der ältere Sohn von Josias I. (1554–1588), Graf Christian (1585–1637), begründete dabei die neuere Linie Waldeck-Wildungen, wogegen Christians Bruder Wolrad IV. (1588–1640) zum Stammvater der neueren Linie Waldeck-Eisenberg wurde. Philipp Dietrich (1614–1645), ältester Sohn Wolrads IV., erbte 1639 durch Heirat die Grafschaft Culemborg im Gelderland mit den Herrschaften Werth im Münsterland, Palant und Wittem. 
Nach dem frühen Tod von Philipp Dietrichs Sohn Heinrich Wolrad (1642–1664) trat Philipp Dietrichs Bruder Georg Friedrich (1620–1692) das Erbe an, der 1682 von Kaiser Leopold I. (1640–1705) in den persönlichen Reichsfürstenstand erhoben wurde. Nachdem seine vier Söhne alle vor ihm verstorben waren, führte er am 12. Juni 1685 durch Vertrag mit dem Grafen Christian Ludwig (1635–1706) aus der neueren Wildunger Linie die Primogenitur im Gesamthaus Waldeck ein. Sieben Jahre später wurde dadurch nach Georg Friedrichs Tod, womit die neuere Linie Waldeck-Eisenberg erlosch, Christian Ludwig zum Alleinherrscher über die Gesamtgrafschaft. 
Zwei Waldeckerinnen des ausgehenden 17. Jahrhunderts haben rückblickend eine besondere dynastische Bedeutung: Charlotte Johanna von Waldeck-Wildungen (1664–1699) wurde durch ihre Heirat mit Johann Ernst, dem Herzog von Sachsen-Saalfeld, zur Stammmutter des Hauses Sachsen-Coburg und Gotha, dessen Mitglieder im 19. Jahrhundert den britischen, belgischen, portugiesischen und bulgarischen Thron bestiegen. Johann Ernsts nächstälterer Bruder namens Ernst, der Herzog von Sachsen-Saalfeld, ehelichte Sophia Henriette von Waldeck (1662–1702), Georg Friedrichs zweite Tochter. Sie wurde somit zur Stammmutter einer anderen ernestinischen Linie, des Hauses Sachsen-Altenburg. Infolge dieser Heirat fielen die Grafschaft Culemborg und die Herrschaft Werth an Sachsen-Hildburghausen. Die bereits 1640 ererbte Herrschaft Tonna in Thüringen verkauften die Waldecker 1677 an Herzog Friedrich I. von Sachsen-Coburg-Altenburg (1646–1691), den ältesten Bruder der erwähnten Herzöge Johann Ernst und Ernst.
Zu den waldeckischen Besitzungen gehörte aufgrund eines Erbvertrags, der aus der Ehe Graf Günthers (1557–1585, aus der älteren Linie Waldeck-Wildungen) mit Margarethe (1559–1580), einer Erbin der Grafen von Gleichen, resultierte, bereits seit 1625 auch die Grafschaft Pyrmont. Damit besaßen die Waldecker nun unter anderem auch ein altes schwalenbergisches Territorium.
Zur letzten bedeutenden Teilung der Familie kam es 1706: Aus der neueren Linie Waldeck-Wildungen gingen die Linie Waldeck-Pyrmont, die 1712 durch die Aufnahme Friedrich Anton Ulrichs (1676–1728) in den erblichen Reichsfürstenstand zur fürstlichen Linie wurde, und die weiterhin gräfliche Linie Waldeck-Bergheim hervor. Letztere wurde durch Friedrich Anton Ulrichs Halbbruder Josias I. (1696–1763) begründet, hatte 1816 bis 1888 die Standesherrschaft Waldeck-Limpurg in Württemberg unter sich und erlosch 1966 im Mannesstamm. 
Eine 1805 erfolgte Erbteilung blieb nur kurz wirksam: Fürst Friedrich Karl August (1743–1812) trat die Grafschaft Pyrmont an seinen Bruder Georg I. (1747–1813) ab und beschränkte sich somit auf Waldeck, starb jedoch schon sieben Jahre später ohne Nachkommen. Daraufhin konnte Georg I. das Fürstentum Waldeck mit dem ab 1807 (Beitritt zum Rheinbund) ebenfalls als Fürstentum bezeichneten Pyrmont wieder vereinigen.
Die Linie Waldeck-Pyrmont brachte sieben regierende Fürsten hervor. Die adelsrechtlich höchste Stellung aller Vertreter des Hauses erreichte jedoch Emma zu Waldeck und Pyrmont (1858–1934), eine ältere Schwester des letzten Fürsten. Sie wurde 1879 durch Heirat zur Königin der Niederlande und Großherzogin von Luxemburg. Nach dem Tod ihres Mannes Wilhelm III. (1817–1890) vertrat sie die gemeinsame Tochter Königin Wilhelmina (1880–1962) bis zu deren Volljährigkeit 1898 als Regentin der Niederlande. Damit ist Emma Stammmutter aller späteren Herrscher aus dem Haus Oranien.
Illegitime männliche Nachkommen von Franz von Waldeck (1491–1553) lebten noch bis mindestens zu Beginn des 20. Jahrhunderts. Die ehemals fürstliche Hauptlinie des Hauses Waldeck blüht dagegen auch im 21. Jahrhundert kräftig. Der letzte Fürst Friedrich (1865–1946), der 1918 abdankte, hatte bis 2012 im direkten Mannesstamm zwölf Nachkommen in dritter und zehn Nachkommen in vierter Generation.
Seit dem Tod des letzten Erbprinzen Josias zu Waldeck und Pyrmont (1896–1967) ist Wittekind Prinz zu Waldeck und Pyrmont (1936–2024) gemäß den Richtlinien des Deutschen Adelsrechtsausschusses der Chef des Hauses Waldeck. Als solcher bezeichnet er sich als Fürst zu Waldeck und Pyrmont, obwohl seit der Abschaffung der Standesvorrechte des Adels 1919 nur der Titel „Prinz(-essin)“, nicht jedoch der vordem gewährte Erstgeburtstitel „Fürst“, Bestandteil des bürgerlichen Namens ist.

## Persönlichkeiten

### Weitere bedeutende Persönlichkeiten
- Widukind von Waldeck († 1269), Bischof von Osnabrück
- Gottfried von Waldeck (* um 1255/60–1324), Bischof von Minden
- Dietrich von Waldeck (um 1316–1355), Dompropst im Bistum Münster
- Heinrich V. von Waldeck († nach 1349), Dompropst in Minden
- Franz von Waldeck (1491–1553), Bischof von Minden, Osnabrück und Münster
- Margaretha von Waldeck (1533–1554), mögliches historisches Vorbild der Märchenfigur Schneewittchen
- Anna Erika von Waldeck (1551–1611), Äbtissin des Reichsstifts Gandersheim
- Bernhard von Waldeck (1561–1591), Bischof von Osnabrück
- Katharina von Waldeck-Wildungen (1612–1649), Regentin der Grafschaft Lippe
- Wolrad V. von Waldeck (1625–1657), brandenburgischer Generalmajor
- Juliane Elisabeth von Waldeck (1637–1707), Wohltäterin der Armen und Waisen
- Amalia Katharina von Waldeck-Eisenberg (1640–1697), Liederdichterin des Pietismus
- Christian August von Waldeck-Pyrmont (1744–1798), österreichischer General und Oberbefehlshaber der portugiesischen Landarmee
- Hermann zu Waldeck und Pyrmont (1809–1876), preußischer Generalleutnant
- Marie zu Waldeck und Pyrmont (1857–1882), erste Ehefrau des späteren Königs Wilhelm II. von Württemberg
- Helene zu Waldeck und Pyrmont (1861–1922), Mitglied des britischen Königshauses und Mutter des letzten regierenden Herzogs von Sachsen-Coburg und Gotha
- Josias zu Waldeck und Pyrmont (1896–1967), deutscher Politiker (NSDAP), MdR, SS-Obergruppenführer und General der Waffen-SS
- Wittekind Fürst zu Waldeck und Pyrmont (1936–2024), seit 1967 Chef des Hauses

## Stammwappen
Blasonierung des Stammwappens des Hauses Waldeck: „In Gold ein achtstrahliger schwarzer Stern. Auf dem Helm mit schwarz-goldenen Decken ein offener, je mit dem Stern belegter goldener Flug.“

Stammwappen, als Helmzier ein mit Federn bestecktes Schirmbrett

Blasonierung des ursprünglichen Stammwappens des Hauses Waldeck: „In Gold ein achtstrahliger schwarzer Stern. Auf dem Helm mit schwarz-goldenen Decken ein mit sieben goldenen Federn bestecktes, schildartiges Schirmbrett, darin in Gold der achtstrahlige, schwarze Stern.“ Aus dem Federschirmbrett entwickelte sich der offene Flug.

## Residenz
Ab 1180 hatten die Waldecker in der namengebenden Burg bzw. dem daraus hervorgegangenen Schloss Waldeck residiert, seit 1655 wohnen sie im Residenzschloss Arolsen.